# Verschaffungsvermächtnis
Ein Verschaffungsvermächtnis ist ein Vermächtnis mit der Besonderheit, dass ein nicht zum Nachlass gehörender bestimmter Gegenstand vermacht wird. Der Beschwerte wird verpflichtet, dem Bedachten den entsprechenden Gegenstand zu verschaffen. Ist er dazu außerstande oder ist die Verschaffung nur mit unverhältnismäßigen Aufwendungen möglich, so kann sich der Beschwerte durch Entrichtung des Wertes befreien (§ 2170, § 2169 BGB).

## Ausnahmeregelung
Nach § 2169 BGB ist allerdings zu beachten, dass ein Vermächtnis unwirksam ist, wenn es sich auf einen nicht zum Nachlass gehörenden Gegenstand bezieht. Ein Verschaffungsvermächtnis darf deshalb nur angenommen werden, wenn feststeht, dass der Erblasser trotzdem den Gegenstand zuwenden wollte. Hierzu bedarf es eines zumindest durch Auslegung zu ermittelnden Willens, den Gegenstand zuzuwenden, obwohl er sich nicht im Nachlass befindet.
Bei der Anordnung eines Verschaffungsvermächtnisses im Testament sollte dies klar und deutlich bezeichnet werden, weil es ansonsten eben zu Unstimmigkeiten hinsichtlich der Testamentsauslegung kommen kann. Denn gemäß § 2169 BGB ist grundsätzlich ein Vermächtnis, welches sich auf einen Gegenstand bezieht, der zur Zeit des Erbfalls nicht zur Erbschaft gehört, unwirksam; es sei denn, dass der Gegenstand dem Bedachten auch für den Fall zugewendet sein soll, dass er nicht zur Erbschaft gehört. 

## Inhalt
Es ist also nach dem deutschen Erbrecht durchaus zulässig, im Testament im Rahmen eines Vermächtnisses auch Gegenstände zu vermachen, die einem nicht selbst gehören und damit später auch nicht Teil der Erbschaft sind. Für diese Fälle ist dann der Erbe verpflichtet, zunächst diese Gegenstände zu beschaffen um die Vermächtnisse erfüllen zu können. Wenn im Rahmen eines wirksamen Verschaffungsvermächtnisses sodann der Beschwerte zur Verschaffung des Vermächtnisgegenstandes außer Stande ist, so hat er ersatzweise den Wert zu errichten. Dies ergibt sich aus § 2170 Abs. 2 BGB.

## Geschichte
Schon im Römischen Recht gab es ein Verschaffungsvermächtnis.